# Gregorio Jiménez de la Cruz
Gregorio Jiménez de la Cruz (1972 - febrero de 2014) fue un periodista y fotógrafo mexicano asesinado en el estado de Veracruz, que él había descrito como el más peligroso de México.

## Biografía
Gregorio Jiménez, conocido como Goyo por sus personas cercanas, trabajó como fotógrafo durante más de 20 años, pasando a escribir sus propios artículos sólo cinco años antes de su muerte. Era el corresponsal del área criminal y policíaca por la agencia de noticias Notisur, además para el periódico El Liberal del Sur y algunos otros de Villa de Allende
Entre otros temas, informó profusamente sobre los secuestros y la violencia contra los emigrantes, firmando muchos de sus artículos con el pseudónimo "The Panther" por cuestión de seguridad.
Durante los meses inmediatos a su secuestro escribió sobre los crímenes de El Palmar, un bar de Coatzacoalcos propiedad de Teresa Hernández Cruz, y el secuestro de su amigo Ernesto Ruiz Guillén, ocurrido el 18 de enero de 2014.
Según el diario español El País, el asesinato de Gregorio Jiménez es otro ejemplo más de la total ausencia de respeto por los periodistas en el país. Como otros periodistas, Gregorio no cobraba nada por sus colaboraciones en las diferentes agencias o medios para los que escribía y debía dedicarse también a una labor adicional como fotógrafo de fiestas, bodas, graduaciones, etc. para poder sobrevivir.
Días antes de fallecer expresó a un par de compañeros que si le pasaba algo, les encargaba a ellos la tarea de investigarlo

## Secuestro y asesinato
Goyo Jiménez fue secuestrado en su propio domicilio del distrito de Villa Allende (Coatzacoalcos, Veracruz) el 5 de febrero de 2014, delante de su familia, por unos encapuchados que le reconocieron con la frase “este es el fotógrafo” antes de introducirlo a la fuerza en su vehículo y llevárselo.
Los periodistas de Veracruz se manifestaron a su favor exigiendo su liberación. Seis días después apareció su cuerpo en una zanja, junto a dos desconocidos, uno de los cuales fue identificado después como su amigo Ernesto Ruiz Guillén, un conocido dirigente social sobre cuyo secuestro había escrito Goyo.
Como curiosamente suele ocurrir en México en los asesinatos de periodistas implicados en la lucha contra la violencia, el caso se cerró con la detención de un implicado que decía haber sido contratado por la vecina de Goyo Jiménez (Teresa Hernández Cruz) por un tema personal y fue cerrado, a pesar de que su propia viuda indicó que Goyo no había sido eliminado por algo personal, sino por algo más importante.